# Wiktor Kusnjezow

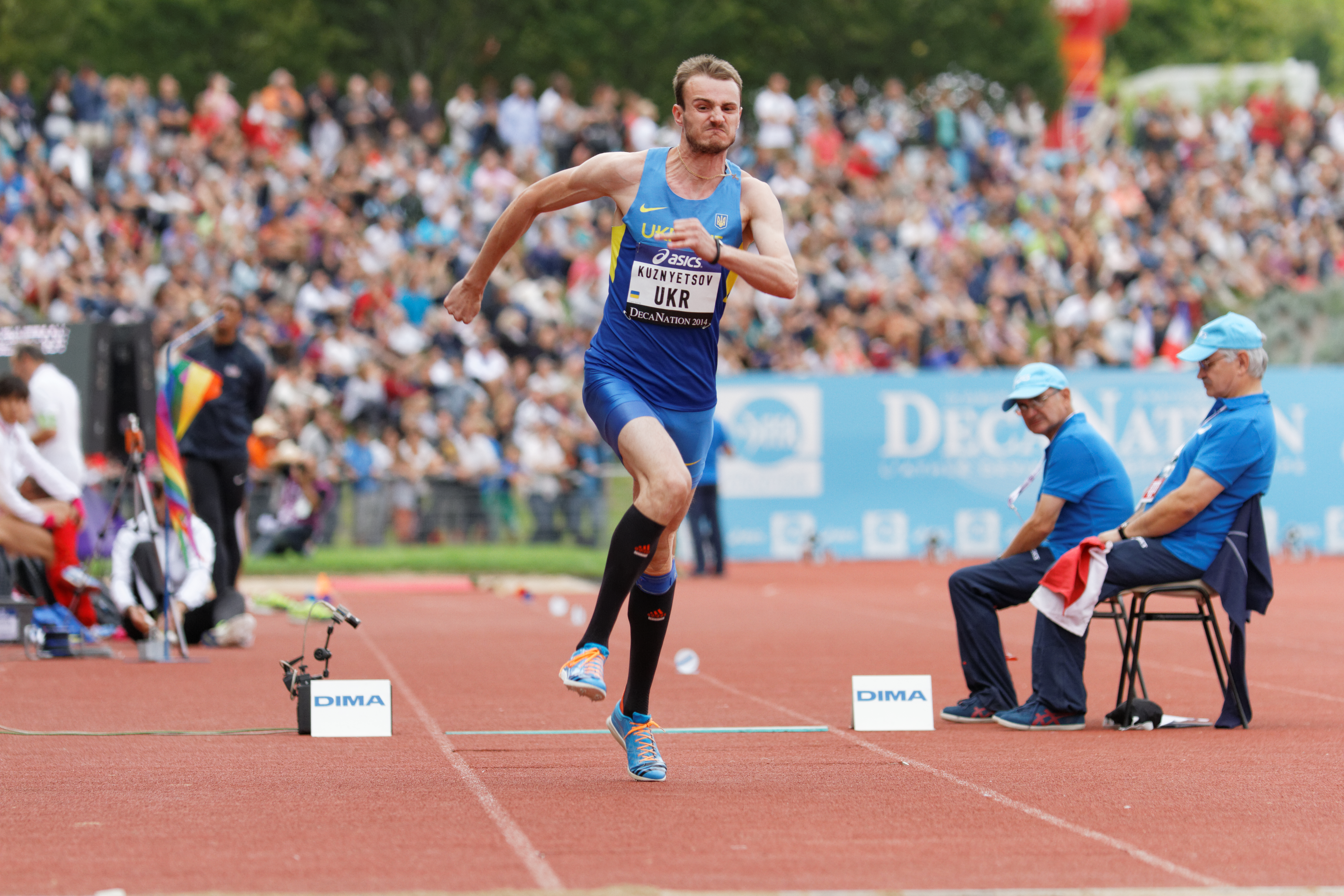
Wiktor Kusnjezow 2014

Wiktor Andrijowytsch Kusnjezow (ukrainisch Віктор Андрійович Кузнєцов, engl. Transkription Viktor Kuznyetsov, * 17. Juli 1986 in Saporischschja) ist ein ukrainischer Weit- und Dreispringer.
Der Dritte im Dreisprung bei den Junioren-Weltmeisterschaften 2004 wurde bei den Leichtathletik-Europameisterschaften 2006 in Göteborg Vierter im Weitsprung mit seinem persönlichen Rekord von 7,96 Metern.
Am 8. Juni 2008 in Jalta erzielte er im Dreisprung seine persönliche Bestweite von 17,16 Metern. Bei den Olympischen Spielen in Peking wurde er mit 16,87 m Achter.